# سفارة إندونيسيا في بانكوك
سفارة إندونيسيا في تايلاند هي التمثيلية الرسمية وسفارة إندونيسيا في تايلاند.

## مقالات ذات صلة
- سفارة إندونيسيا في موسكو
- سفارة إندونيسيا في كوالالمبور